# Elise LeGrow
Elise LeGrow  (Toronto, Kanada, 1987. június 4. -) kanadai R&B és soul-énekesnő, dalszerző. Elise Madeline LeGrow-t szerződtette a Sony/ATV Music Publishing a 2009-es torontói North by Northeast zenei fesztiválon való élő fellépését követően. Elise első lemeze a „No Good Woman” volt.

## Pályakép
A No Good Woman a legtöbbször lejárszott kislemez volt egy felnőtteknek szóló kanadai rádióban. A lemez a Nielsen BDS Adult Contemporary toplistáján a hatodik helyen volt 13 hét át.
2016-ban Elise szerződést írt alá a kanadai Awesome Music kiadóval (S-Curve/BMG  az Egyesült Államokban). 2016-ban felvett egy teljes hosszúságú konceptalbumot a Chess Records kiadónál "Playing Chess" címmel.
2017-ben Elise LeGrow kiadta  Chuck Berry „You Never Can Tell” című számát önálló kislemezként is erről az albumról. 2016 júniusában megjelent a „Who Do You Love” című dal, ami a 15. helyen volt a CBC Radio 2-n, és végül a CBC Radio 2 top 10-ébe került.
2018. február 16-án adta ki a Playing Chess-t. Elise LeGrow 2021-ben adta ki a második albumot, a Gratefult.

## Albumok
- 2018: Playing Chess
- 2021: Grateful

### Kislemezek
- 2012: No Good Woman
- 2012: No Good Woman (unplugged)
- 2012: You, Me, and a Christmas Tree
- 2022: Temptation